# Bayeuxspets
Bayeuxspets, spetsar knypplade i nordfranska Bayeux. Tillverkning av spetsar har skett där ända sedan nunnorna 1076 införde knypplingskunnandet till trakten.